# Mylabris buqueti
Mylabris buqueti es una especie de coleóptero de la familia Meloidae.

## Distribución geográfica
Habita en Angola y Namibia.